# تصفيات كأس العالم 2018 – أوروبا المجموعة أ

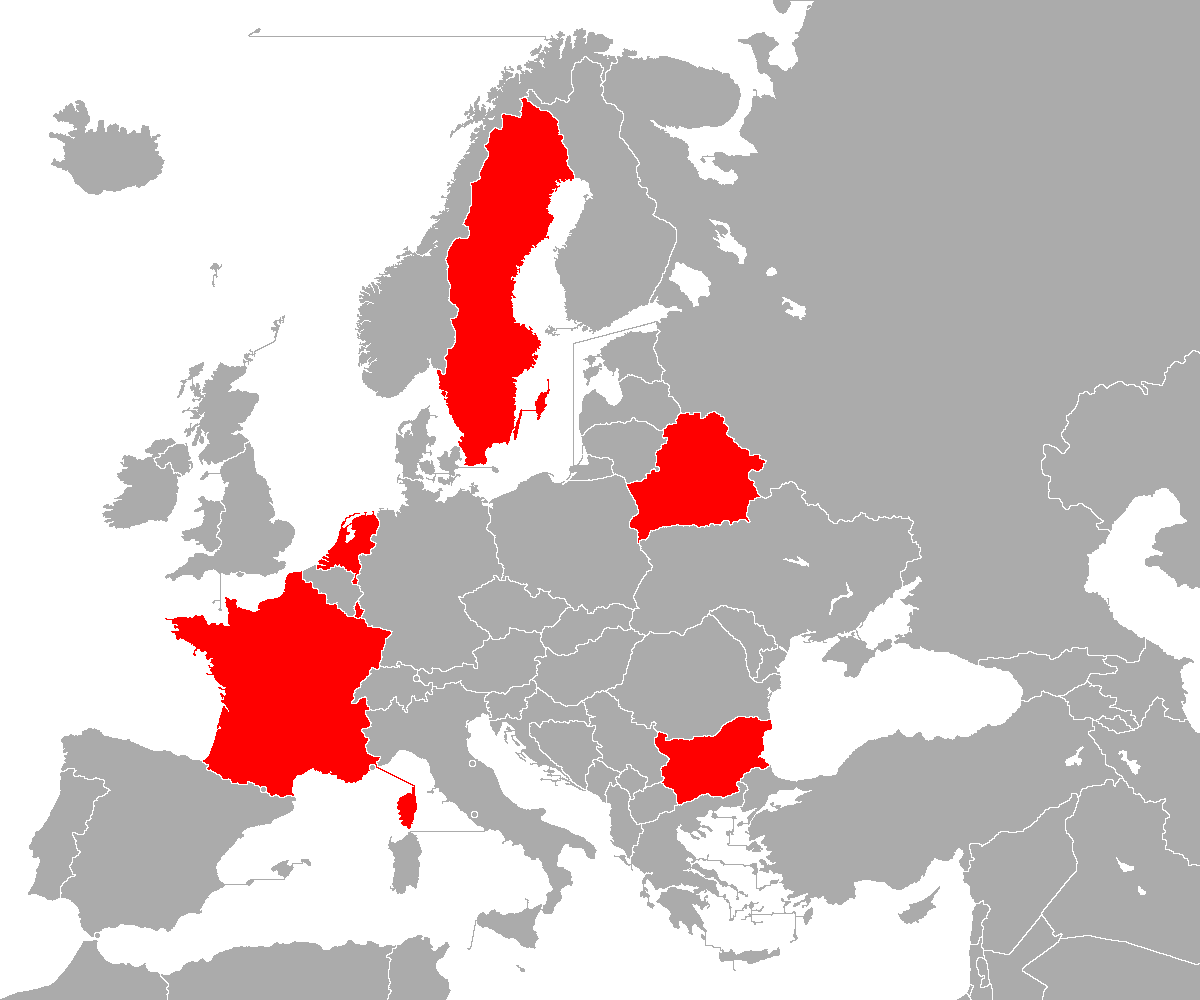
المجموعة أ

تصفيات كأس العالم لكرة القدم 2018 أوروبا المجموعة أ هي واحدة من بين تسع مجموعات أوروبية من تصفيات كأس العالم لكرة القدم 2018. تتألف المجموعة من ستة فرق: هولندا، وفرنسا، والسويد، وبلغاريا، وروسيا البيضاء، ولوكسمبورغ.
عقدت قرعة المرحلة الأولى (مرحلة المجموعات) كجزء من القرعة التمهيدية لكأس العالم لكرة القدم 2018 في 25 يوليو 2015، بداية من الساعة 18:00 توقيت موسكو المعياري (ت ع م+3)، في قصر كونستانتينوفسكي في ستريلنا، سانت بطرسبرغ، روسيا.
سوف يتأهل بطل المجموعة مباشرة إلى كأس العالم لكرة القدم 2018. من بين وصيفي المجموعات التسعة، سوف يصعد أفضل ثمانية وصيفين إلى المباريات الفاصلة، حيث سيتم وضعهم في أربع مواجهات ذهاب وإياب لتحديد المتأهلين الأربعة الآخرين.

## الترتيب
| م | الفريق    | لعب | ف | ت | خ | أ.له | أ.ع | أ.ف | نقاط | التأهل                             |     |     |     |     |     |     |     |
| - | --------- | --- | - | - | - | ---- | --- | --- | ---- | ---------------------------------- | --- | --- | --- | --- | --- | --- | --- |
| 1 | فرنسا     | 10  | 7 | 2 | 1 | 18   | 6   | +12 | 23   | التأهل لكأس العالم لكرة القدم 2018 |     | —   | 2–1 | 4–0 | 4–1 | 0–0 | 2–1 |
| 2 | السويد    | 10  | 6 | 1 | 3 | 26   | 9   | +17 | 19   | التقدم للمرحلة الثانية             |     | 2–1 | —   | 1–1 | 3–0 | 8–0 | 4–0 |
| 3 | هولندا    | 10  | 6 | 1 | 3 | 21   | 12  | +9  | 19   |                                    |     | 0–1 | 2–0 | —   | 3–1 | 5–0 | 4–1 |
| 4 | بلغاريا   | 10  | 4 | 1 | 5 | 14   | 19  | −5  | 13   |                                    | 0–1 | 3–2 | 2–0 | —   | 4–3 | 1–0 |     |
| 5 | لوكسمبورغ | 10  | 1 | 3 | 6 | 8    | 26  | −18 | 6    |                                    | 1–3 | 0–1 | 1–3 | 1–1 | —   | 1–0 |     |
| 6 | بيلاروس   | 10  | 1 | 2 | 7 | 6    | 21  | −15 | 5    |                                    | 0–0 | 0–4 | 1–3 | 2–1 | 1–1 | —   |     |

## المباريات
تم تأكيد قائمة المباريات من قبل الويفا في 26 يوليو 2015، بعد يوم من القرعة. الأوقات حسب ت وأ/ت وأ ص، كما سردها اليويفا (الأوقات المحلية بين قوسين).
| بيلاروس | 0–0                       | فرنسا |
| ------- | ------------------------- | ----- |
|         | تقرير (FIFA) تقرير (UEFA) |       |

| بلغاريا                                                    | 4–3                       | لوكسمبورغ                     |
| ---------------------------------------------------------- | ------------------------- | ----------------------------- |
| رانغيلوف 16' · مارسيلينيو 65' · إ. بوبوف 79' · تونيف 90+2' | تقرير (FIFA) تقرير (UEFA) | يواكيم 60'، 62' · بونرت 90+1' |

| السويد   | 1–1                       | هولندا     |
| -------- | ------------------------- | ---------- |
| بيرغ 43' | تقرير (FIFA) تقرير (UEFA) | سنايدر 67' |

| فرنسا                                     | 4–1                       | بلغاريا                  |
| ----------------------------------------- | ------------------------- | ------------------------ |
| غاميرو 23'، 59' · باييت 26' · غريزمان 38' | تقرير (FIFA) تقرير (UEFA) | م. ألكساندروف 6' (ركلة.) |

| لوكسمبورغ | 0–1                       | السويد     |
| --------- | ------------------------- | ---------- |
|           | تقرير (FIFA) تقرير (UEFA) | لوستيغ 58' |

| هولندا                                 | 4–1                       | بيلاروس  |
| -------------------------------------- | ------------------------- | -------- |
| برومس 15'، 31' · كلاسن 56' · يانسن 64' | تقرير (FIFA) تقرير (UEFA) | ريوس 47' |

| بيلاروس      | 1–1                       | لوكسمبورغ  |
| ------------ | ------------------------- | ---------- |
| سافيتسكي 80' | تقرير (FIFA) تقرير (UEFA) | يواكيم 85' |

| هولندا | 0–1                       | فرنسا     |
| ------ | ------------------------- | --------- |
|        | تقرير (FIFA) تقرير (UEFA) | بوغبا 30' |

| السويد                                     | 3–0                       | بلغاريا |
| ------------------------------------------ | ------------------------- | ------- |
| تويفونين 39' · هيلييمارك 45' · ليندلوف 58' | تقرير (FIFA) تقرير (UEFA) |         |

| فرنسا                 | 2–1                       | السويد     |
| --------------------- | ------------------------- | ---------- |
| بوغبا 58' · باييت 65' | تقرير (FIFA) تقرير (UEFA) | فوشبري 55' |

| بلغاريا      | 1–0                       | بيلاروس |
| ------------ | ------------------------- | ------- |
| إ. بوبوف 10' | تقرير (FIFA) تقرير (UEFA) |         |

| لوكسمبورغ        | 1–3                       | هولندا                    |
| ---------------- | ------------------------- | ------------------------- |
| شانو 44' (ركلة.) | تقرير (FIFA) تقرير (UEFA) | روبن 36' · ديباي 58'، 84' |

| السويد                                              | 4–0                       | بيلاروس |
| --------------------------------------------------- | ------------------------- | ------- |
| فوشبري 19' (ركلة.)، 49' · بيرغ 57' · كيزه ثيلين 78' | تقرير (FIFA) تقرير (UEFA) |         |

| بلغاريا       | 2–0                       | هولندا |
| ------------- | ------------------------- | ------ |
| ديليف 5'، 20' | تقرير (FIFA) تقرير (UEFA) |        |

| لوكسمبورغ  | 1–3                       | فرنسا                               |
| ---------- | ------------------------- | ----------------------------------- |
| يواكيم 34' | تقرير (FIFA) تقرير (UEFA) | جيرو 28'، 77' · غريزمان 37' (ركلة.) |

| بيلاروس                                         | 2–1                        | بلغاريا                |
| ----------------------------------------------- | -------------------------- | ---------------------- |
| ميخائيل سيفاكوف 33' (ركلة.) · بافل سافيتسكي 80' | تقرير (فيفا) تقرير (يويفا) | جورجي كوستادينوف 90+1' |

| هولندا                                                                                            | 5–0                        | لوكسمبورغ |
| ------------------------------------------------------------------------------------------------- | -------------------------- | --------- |
| روبن 21' · ويسلي سنايدر 34' · جورجينيو فينالدوم 62' · كوينسي برومس 70' · فينسنت يانسن 84' (ركلة.) | تقرير (فيفا) تقرير (يويفا) |           |

| السويد                                | 2–1                        | فرنسا            |
| ------------------------------------- | -------------------------- | ---------------- |
| جيمي دورماز 43' · أولا تويفونين 90+4' | تقرير (فيفا) تقرير (يويفا) | أوليفيه جيرو 37' |

| بلغاريا | 3–2                       | السويد |
| ------- | ------------------------- | ------ |
|         | تقرير (FIFA) تقرير (UEFA) |        |

| فرنسا | 4–0                       | هولندا |
| ----- | ------------------------- | ------ |
|       | تقرير (FIFA) تقرير (UEFA) |        |

| لوكسمبورغ | 1–0                       | بيلاروس |
| --------- | ------------------------- | ------- |
|           | تقرير (FIFA) تقرير (UEFA) |         |

| بيلاروس | 0–4                        | السويد                                                          |
| ------- | -------------------------- | --------------------------------------------------------------- |
|         | تقرير (فيفا) تقرير (يويفا) | - فوشبري 18' - نيمان 24' - بيرغ 37' - غرانكفيست 84' (ركلة جزاء) |

| هولندا                     | 3–1                        | بلغاريا          |
| -------------------------- | -------------------------- | ---------------- |
| - بروبر 7'، 80' - روبن 67' | تقرير (فيفا) تقرير (يويفا) | - كوستادينوف 69' |

| فرنسا | 0–0                        | لوكسمبورغ |
| ----- | -------------------------- | --------- |
|       | تقرير (فيفا) تقرير (يويفا) |           |

| السويد                                                                                             | 8–0                        | لوكسمبورغ |
| -------------------------------------------------------------------------------------------------- | -------------------------- | --------- |
| - غرانكفيست 10' (ركلة جزاء)، 67' (ركلة جزاء) - بيرغ 18'، 37'، 54'، 71' - لوستيغ 60' - تويفونين 76' | تقرير (فيفا) تقرير (يويفا) |           |

| بيلاروس       | 1–3                        | هولندا                                           |
| ------------- | -------------------------- | ------------------------------------------------ |
| - فالدزكو 55' | تقرير (فيفا) تقرير (يويفا) | - بروبر 25' - روبن 84' (ركلة جزاء) - ديباي 90+3' |

| بلغاريا | 0–1                        | فرنسا        |
| ------- | -------------------------- | ------------ |
|         | تقرير (فيفا) تقرير (يويفا) | - ماتويدي 3' |

| فرنسا                    | 2–1                        | بيلاروس      |
| ------------------------ | -------------------------- | ------------ |
| - غريزمان 27' - جيرو 33' | تقرير (فيفا) تقرير (يويفا) | - ساروكا 44' |

| لوكسمبورغ | 1–1                        | بلغاريا     |
| --------- | -------------------------- | ----------- |
| - ثيل 3'  | تقرير (فيفا) تقرير (يويفا) | - شوشيف 68' |

| هولندا                      | 2–0                        | السويد |
| --------------------------- | -------------------------- | ------ |
| - روبن 16' (ركلة جزاء)، 40' | تقرير (فيفا) تقرير (يويفا) |        |

## مسجلو الأهداف
تم تسجيل 93 هدف خلال 30 مباراة بمعدل 3.1 هدف لكل مباراة.
8 أهداف
- ماركوس بيرغ

6 أهداف
- آريين روبن

4 أهداف
- أوليفيه جيرو
- أنطوان غريزمان
- أوريليان يواكيم
- إيميل فوشبري

3 أهداف
- جورجي كوستادينوف
- ممفيس ديباي
- كوينسي برومس
- دافي بروبر
- أندرياس غرانكفيست
- ميكائيل لوستيغ
- أولا تويفونين

هدفين
- بافل سافيتسكي
- إفايلو شوشيف
- سباس ديليف
- إيفيلين بوبوف
- كيفن غاميرو
- توماس ليمار
- ديميتري باييت
- بول بوغبا
- فينسنت يانسن
- ويسلي سنايدر

هدف
- أليكسي ريوس
- أنطون ساروكا
- ميخائيل سيفاكوف
- ماكسيم فالدزكو
- ميخائيل ألكساندروف
- ستانيسلاف مانوليف
- مارسيلو ناسيمنتو دا كوستا
- ديميتار رانغيلوف
- ألكسندر تونيف
- بليز ماتويدي
- كيليان مبابي
- فلوريان بونرت
- ماكسيم شانو
- دانييل دا موتا
- أوليفييه ثيل
- دافي كلاسن
- جورجينيو فينالدوم
- جيمي دورماز
- أوسكار هيلييمارك
- إسحاق كيزه ثيلين
- فيكتور ليندلوف
- كريستوفر نيمان

## روابط خارجية
- الموقع الرسمي

  - Qualifiers – Europe: Round 1 نسخة محفوظة 7 يوليو 2016 على موقع واي باك مشين., FIFA.com
- FIFA World Cup, UEFA.com
  - Standings – Qualifying round: Group A, UEFA.com